# Línea 41 (EMT Madrid)
La línea 41 de la EMT de Madrid une Atocha con la Colonia del Manzanares (Moncloa-Aravaca).

## Características
La línea comunica en su recorrido barrios situados en torno al río Manzanares con dos importantes intercambiadores multimodales como son Atocha (caminando algunos metros) y Príncipe Pío. A pesar de ello, tiene una frecuencia de paso muy baja, de entre tres y cuatro autobuses por hora en hora punta.
La línea fue creada el 28 de junio de 1964, con un recorrido similar al actual, con la denominación Atocha-Colonia Manzanares, después de la sustitución de la línea 60 de tranvías, que hacia el recorrido Atocha-Bombilla, para servir al margen derecho del Manzanares se creó un ramal denominado Atocha-Bombilla. Este ramal solo se diferenciaba en continuar por la Avenida de Valladolid en vez de desviarse a la colonia. Como curiosidad, debido a las obras del paso inferior en Puerta de Toledo, la línea se inauguró con un desvió temporal por Pº Acacias y Pº Olmos.
El 6 de marzo de 1969 sufrió su primera modificación cuando la línea 46 fue creada, suprimiendo el ramal que tenía a la Bombilla.
Durante un tiempo desconocido la cabecera de Atocha se denominó Carlos V.
Antes del 2006, la línea circulaba por la Ronda de Segovia entre el paseo de los Melancólicos y la puerta de Toledo, siguiendo la ruta de las líneas C1 y C2, cuando fue desviada por el Pº Imperial.
A partir de Príncipe Pio, coincide su recorrido con la línea 75, que a diferencia de esta, comunica la colonia con el centro de Madrid (Plaza del Callao). En la Colonia Manzanares ambas líneas (41 y 75), comparten cabecera.

### Frecuencias
| Lunes a viernes laborables |               |
| De 6:00 a 9:00             | 19-25 minutos |
| De 9:00 a 21:00            | 18-19 minutos |
| De 21:00 a 23:00           | 18-26 minutos |
| Sábados laborables         |               |
| De 6:00 a 8:00             | 21-26 minutos |
| De 8:00 a 20:00            | 20-24 minutos |
| De 20:00 a 23:00           | 24-30 minutos |
| Domingos y festivos        |               |
| De 7:00 a 10:00            | 21-31 minutos |
| De 10:00 a 21:00           | 21-24 minutos |
| De 21:00 a 23:00           | 23-30 minutos |

## Recorrido y paradas

### Sentido Colonia del Manzanares
La línea inicia su recorrido en el Paseo de Santa María de la Cabeza, en un punto muy próximo a la estación de Atocha, paseo por el que sale para empezar su recorrido girando enseguida a la derecha por la calle Marqués de la Valdavia, que recorre entera girando al final a la izquierda para incorporarse a la Ronda de Atocha.
A continuación, circula por la Ronda de Atocha y su continuación, Ronda de Valencia, hasta llegar a la Glorieta de Embajadores, que atraviesa saliendo por la Ronda de Toledo, que recorre entera hasta la Glorieta de la Puerta de Toledo.
En la glorieta, toma la salida hacia el Paseo de los Pontones, que recorre hasta la intersección con el Paseo Imperial, al que se incorpora girando a la derecha. Circula por este Paseo hasta el final, desembocando en la Ronda de Segovia, y al final de esta gira a la izquierda por la calle Segovia, y en seguida a la derecha por el Paseo de la Virgen del Puerto.
Recorre a continuación este paseo hasta Glorieta de San Vicente, donde toma la salida hacia el Paseo de la Florida. Recorre este paseo hasta la glorieta de San Antonio de la Florida, donde gira a la izquierda y pasa sobre el río Manzanares por un puente que da acceso a la Colonia del Manzanares.
Al otro lado del puente, la línea gira a la derecha para incorporarse a la Ribera del Manzanares, vía donde tiene su cabecera al llegar al extremo norte de la colonia.
| Código | Parada                                                         | Común con                | Conexiones con Metro y Cercanías | Otros |
| ------ | -------------------------------------------------------------- | ------------------------ | -------------------------------- | ----- |
| 2308   | ATOCHA (Pº Sta. María de la Cabeza, 4)                         | 36 119                   | Estación del Arte                |       |
| 2309   | Marqués de la Valdavia                                         | 36 119                   |                                  |       |
| 84     | Teatro Circo Price                                             | 27 34 36 119 C1 C03      |                                  |       |
| 320    | Embajadores-Ronda de Valencia                                  | 34 36 119 C1 C03 VAC-246 |                                  |       |
| 2355   | Embajadores                                                    | 60 148 C1 C03            | Embajadores                      |       |
| 2357   | El Rastro                                                      | 60 148 C1 C03            |                                  |       |
| 549    | Puerta de Toledo                                               | 17                       | Puerta de Toledo                 |       |
| 550    | Imperial-Pontones                                              | 17                       |                                  |       |
| 3812   | Imperial-Polideportivo                                         |                          |                                  |       |
| 3814   | Ronda Segovia-Imperial                                         |                          |                                  |       |
| 2365   | Cuesta de la Vega                                              | C1                       |                                  |       |
| 609    | Puente de Segovia                                              | 25 33 39 62 138 158 C1   |                                  |       |
| 607    | Príncipe Pío-Campo del Moro                                    | 25 33 39 158             |                                  |       |
| 2296   | Intercambiador de Príncipe Pío                                 | 46 75 573                | Príncipe Pío                     |       |
| 858    | Paseo de la Florida                                            | 46 75                    |                                  |       |
| 860    | San Antonio de la Florida                                      | 46 75                    |                                  |       |
| 862    | San Pol de Mar                                                 | 75                       |                                  |       |
| 863    | Ribera Manzanares-Santa Olalla                                 | 75                       |                                  |       |
| 5761   | Ribera Manzanares-Felipe Moratilla                             | 75                       |                                  |       |
| 865    | Ribera Manzanares-Cordillera                                   | 75                       |                                  |       |
| 867    | COLONIA MANZANARES (C/ Rib.ª del Manzanares frente al N.º 149) | 75                       |                                  |       |

### Sentido Atocha
La línea parte de su cabecera en el cruce de Ribera del Manzanares con la calle Santa Fe en el extremo norte de la Colonia del Manzanares circulando por la Ribera del Manzanares hacia el sur.
Al poco de circular por esta vía, gira a la derecha por la calle Santa Comba y a la izquierda después para incorporarse al Paseo del Comandante Fortea, que recorre hasta el final, en la Plaza de San Pol de Mar, donde sale por el puente sobre el río Manzanares que da acceso a la colonia desde la Glorieta de San Antonio de la Florida.
En la glorieta toma el Paseo de la Florida, que recorre hasta la Glorieta de San Vicente, donde toma el Paseo de la Virgen del Puerto, por el que circula hasta llegar al Parque de Atenas, donde circula por el Paseo de la Ciudad de Plasencia, que recorre entero hasta llegar a la parte baja de la Cuesta de la Vega, girando a la derecha para incorporarse a esta y, al final de la misma, atraviesa el cruce de frente para circular por la Ronda de Segovia.
A partir de aquí el recorrido es igual a la ida pero en sentido contrario excepto en dos puntos:
- A mitad del Paseo de los Pontones gira a la derecha por la calle Santa Casilda y al final de esta sube por la calle Toledo hasta la Puerta de Toledo.
- Llegando a su cabecera, gira directamente desde la Ronda de Atocha al Paseo de Santa María de la Cabeza sin circular por la calle Marqués de la Valdavia.

| Código | Parada                                                         | Común con             | Conexiones con Metro y Cercanías | Otros |
| ------ | -------------------------------------------------------------- | --------------------- | -------------------------------- | ----- |
| 867    | COLONIA MANZANARES (C/ Rib.ª del Manzanares frente al N.º 149) | 75                    |                                  |       |
| 866    | Ribera Manzanares-Cordillera                                   | 75                    |                                  |       |
| 868    | Comandante Fortea-Felipe Moratilla                             | 75                    |                                  |       |
| 869    | Comandante Fortea-Santa Olalla                                 | 75                    |                                  |       |
| 870    | San Pol de Mar                                                 | 75                    |                                  |       |
| 861    | San Antonio de la Florida                                      | 46 75                 |                                  |       |
| 859    | Paseo de la Florida                                            | 46 75                 |                                  |       |
| 857    | Intercambiador de Príncipe Pío                                 | 46 75 573             | Príncipe Pío                     |       |
| 605    | Príncipe Pío-Campo del Moro                                    | 33                    |                                  |       |
| 606    | Ermita Virgen del Puerto                                       | 25 33 39 62 138 C2    |                                  |       |
| 2367   | Parque de Atenas                                               | 62 C2                 |                                  |       |
| 2366   | Cuesta de la Vega                                              | 62 C2                 |                                  |       |
| 3815   | Ronda Segovia-Imperial                                         |                       |                                  |       |
| 3813   | Imperial-Polideportivo                                         |                       |                                  |       |
| 551    | Imperial-Pontones                                              | 17                    |                                  |       |
| 593    | Puerta de Toledo                                               | 17 18 23 35           | Puerta de Toledo                 |       |
| 2358   | El Rastro                                                      | 60 148 C2 C03         |                                  |       |
| 2356   | Embajadores-Ronda de Toledo                                    | 60 148 C2 C03         | Embajadores                      |       |
| 321    | Embajadores-Ronda de Valencia                                  | 34 36 119 C03 VAC-246 |                                  |       |
| 85     | Teatro Circo Price                                             | 27 34 36 119 C2 C03   |                                  |       |
| 2308   | ATOCHA (Pº Sta. María de la Cabeza, 4)                         | 36 119                | Estación del Arte                |       |

## Galería de imágenes

Mapa zonal de la estación de metro de Embajadores con los recorridos de las líneas de autobuses, entre las que aparece el 41.